# Pelgulinn
Pelgulinn est un quartier du district de Tallinn-Nord à Tallinn en Estonie.

## Description
En 2019, Pelgulinn compte 15 558 habitants.
La superficie du quartier est de 2,38 km2.

## Population
| 2008   | 2010   | 2011   | 2012   | 2013   | 2014   |
| ------ | ------ | ------ | ------ | ------ | ------ |
| 14 606 | 14 898 | 15 004 | 15 347 | 15 445 | 15 865 |

| 2015   | 2016   | 2017   | 2018   | 2019   | 2020   |
| ------ | ------ | ------ | ------ | ------ | ------ |
| 15 949 | 16 015 | 16 003 | 16 025 | 15 558 | 15 336 |

| 2021   | 2022   | - | - | - | - |
| ------ | ------ | - | - | - | - |
| 15 204 | 15 029 | - | - | - | - |

## Lieux et monuments
La polyclinique Pelgulinna de l'hôpital central de l'ouest de Tallinn, la maternité de Pelgulinna et l'église Bethel de Tallinn (et) sont situées à Pelgulinna. 
Les entreprises les plus importantes du quartier sont AS Tallinna Vesi (Ädala 10), AS Eesti Raudtee Kopli Kaubajaam (Kopli tänav 23), Mööblimaja AS (Mulla tänav 1), AS Hiieko et Estel Pluss AS.

## Transports
Les lignes de bus  n° 26, 26Α, 32, 33, 35, 59, 72 desservent le quartier.

## Galerie

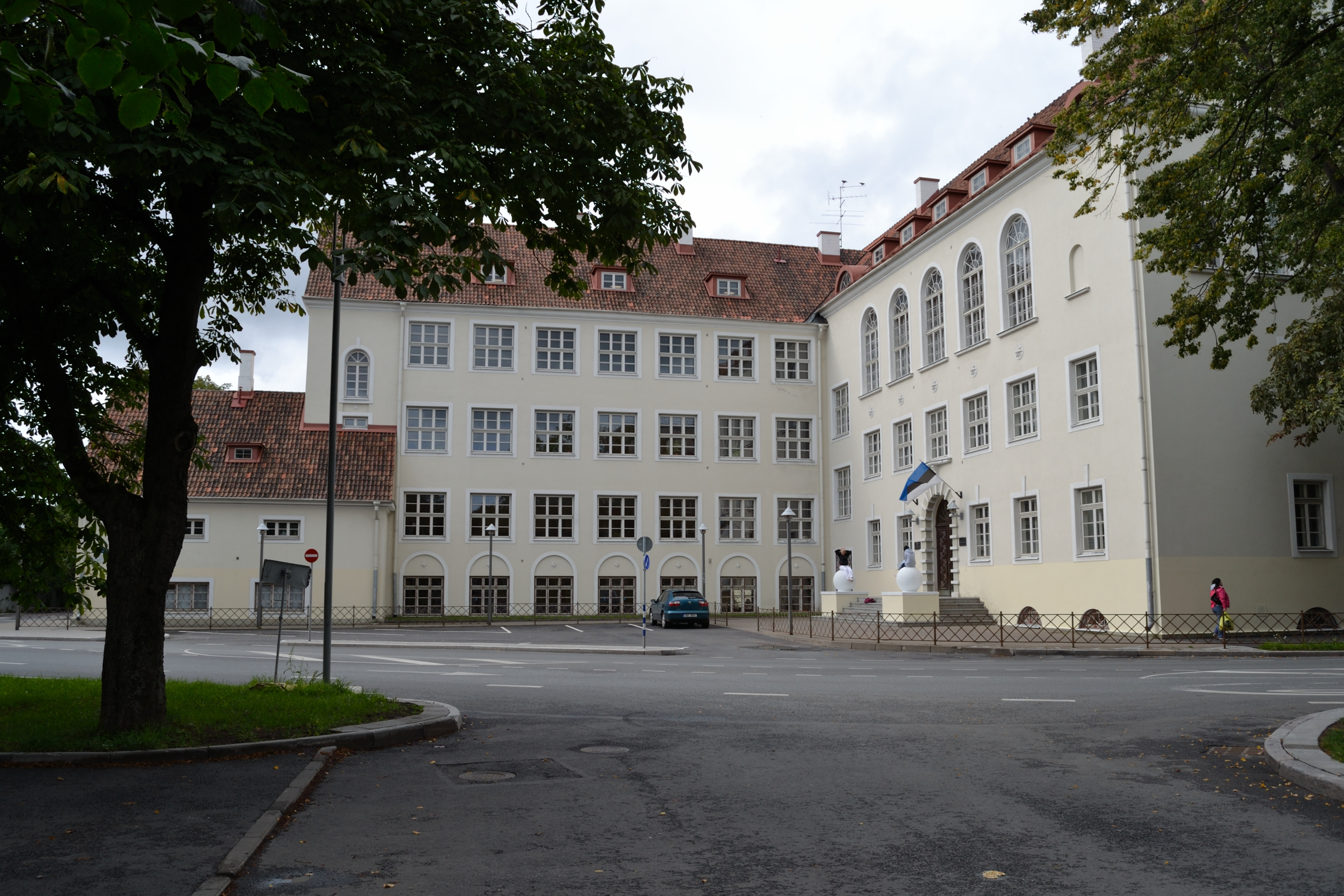
École primaire de Ristiku.
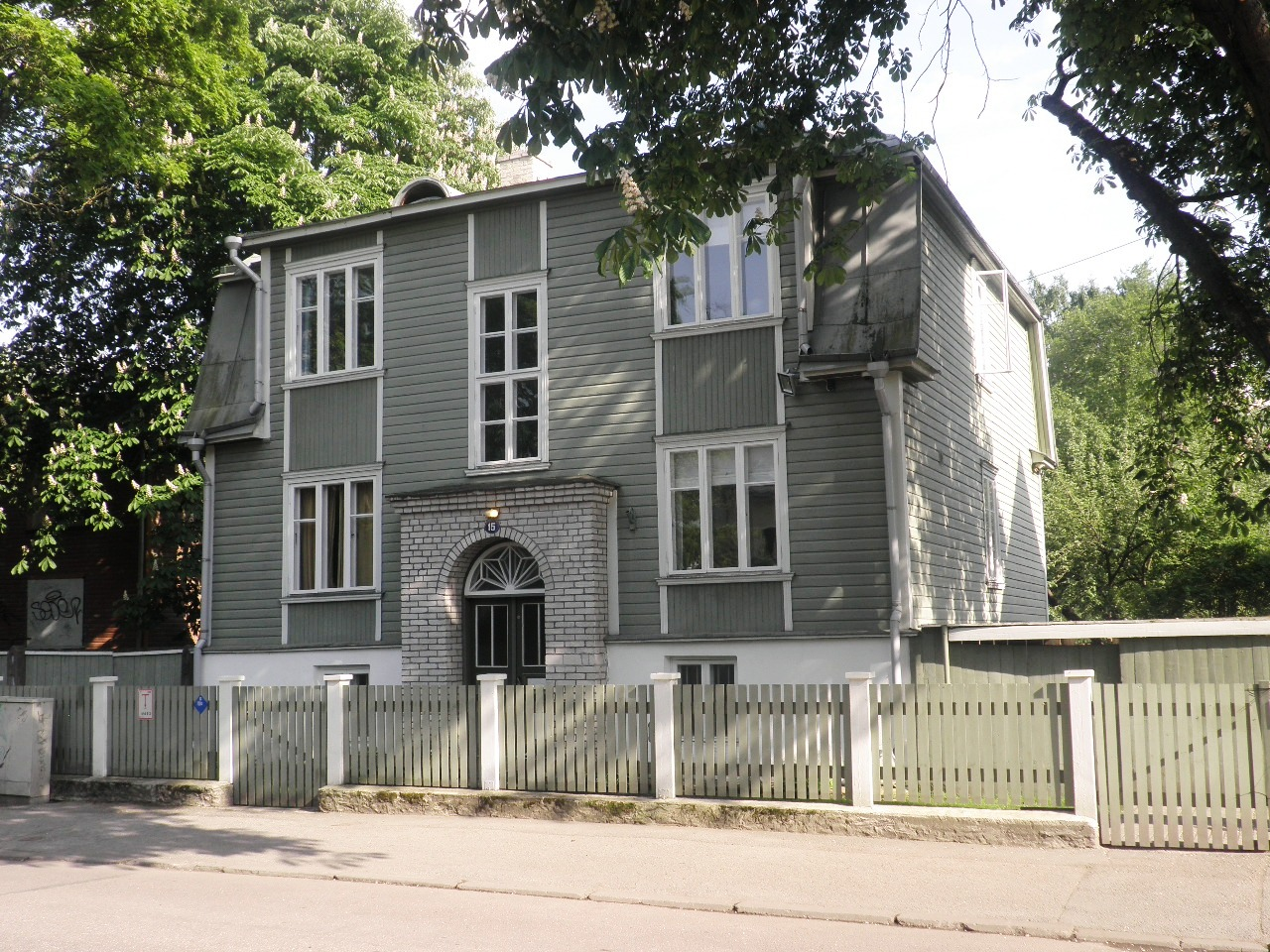
Härjapea tänav.
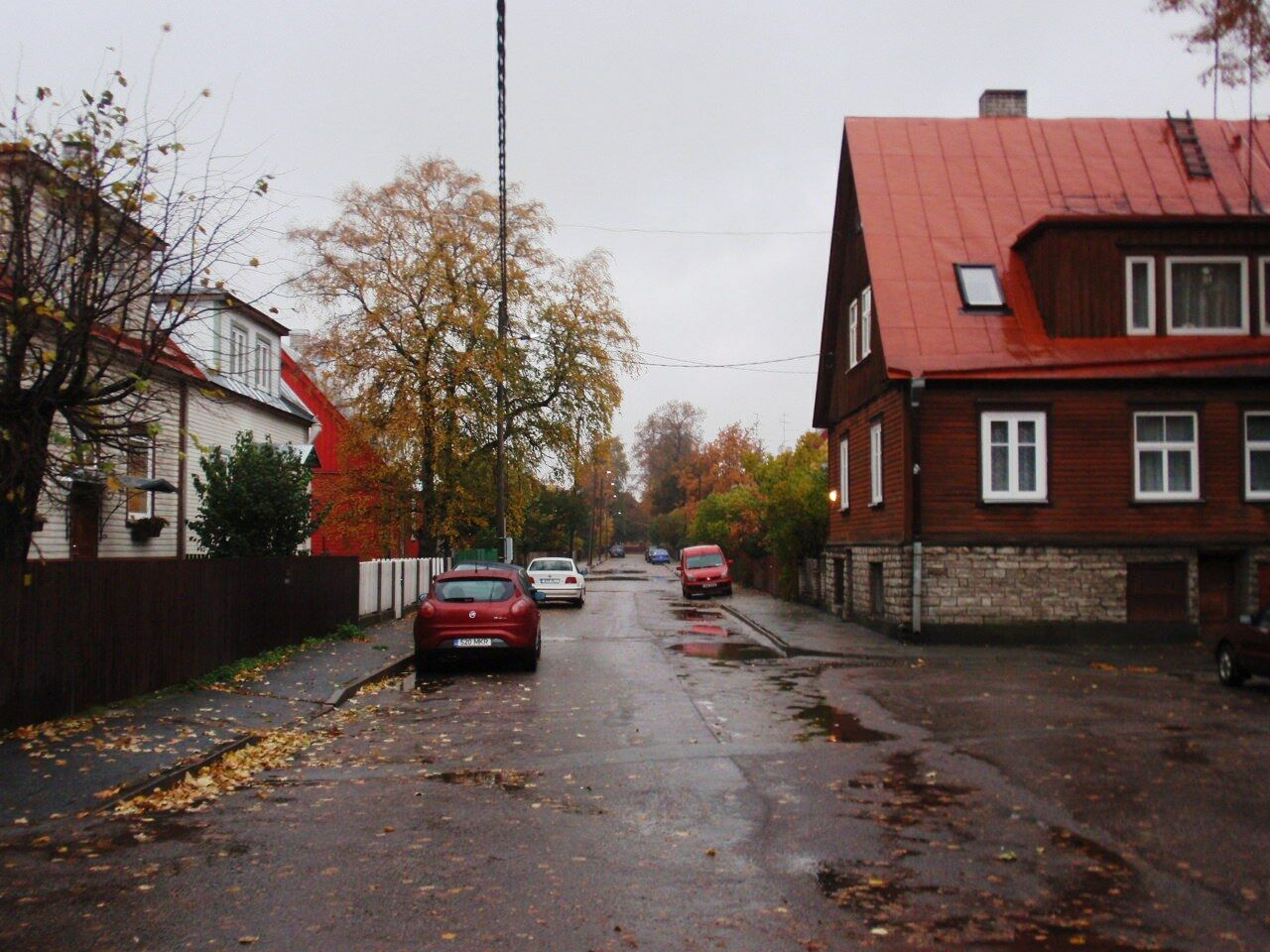
Maisons typiques des années 1930.
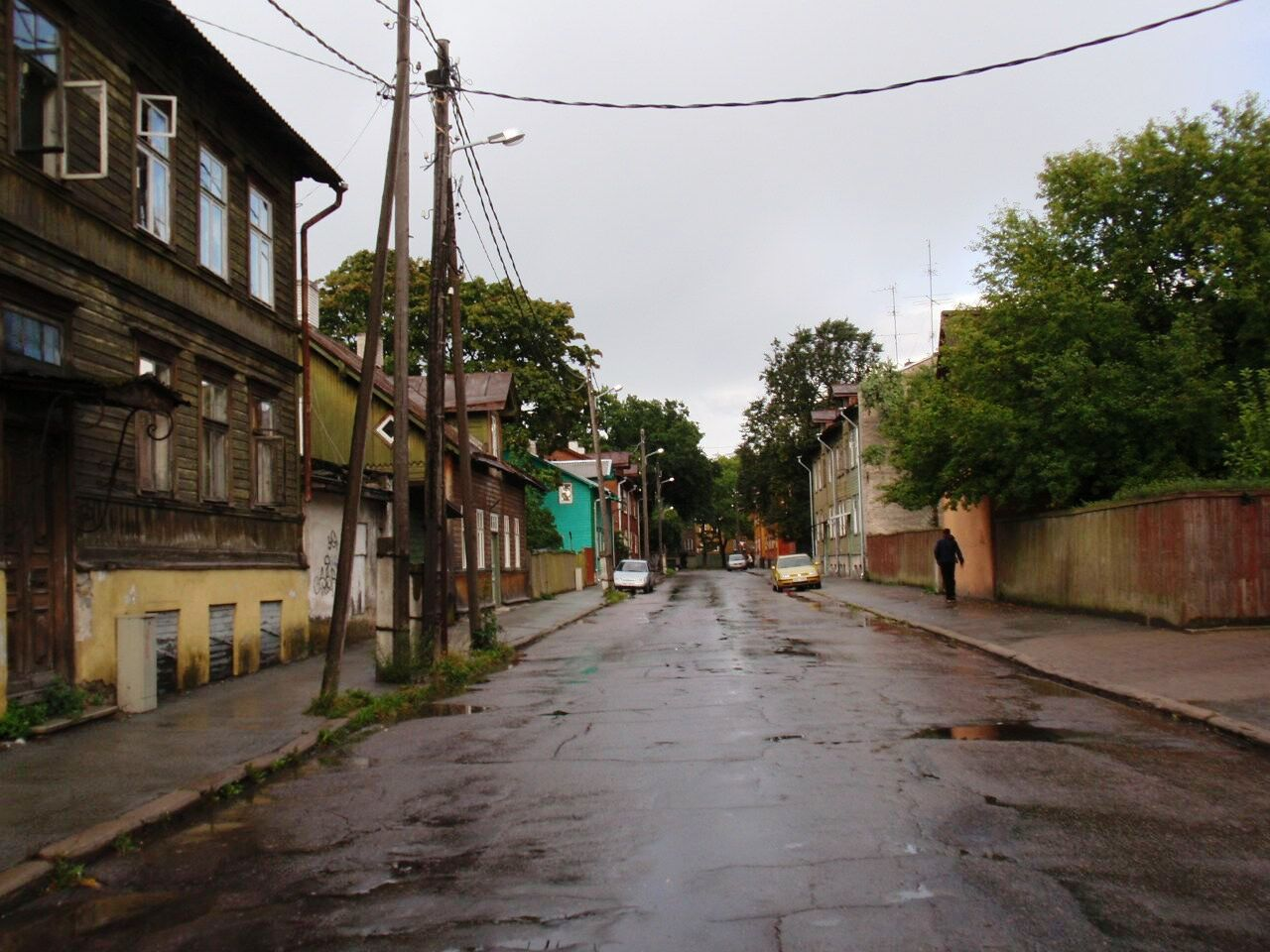
Rue Härjapea.

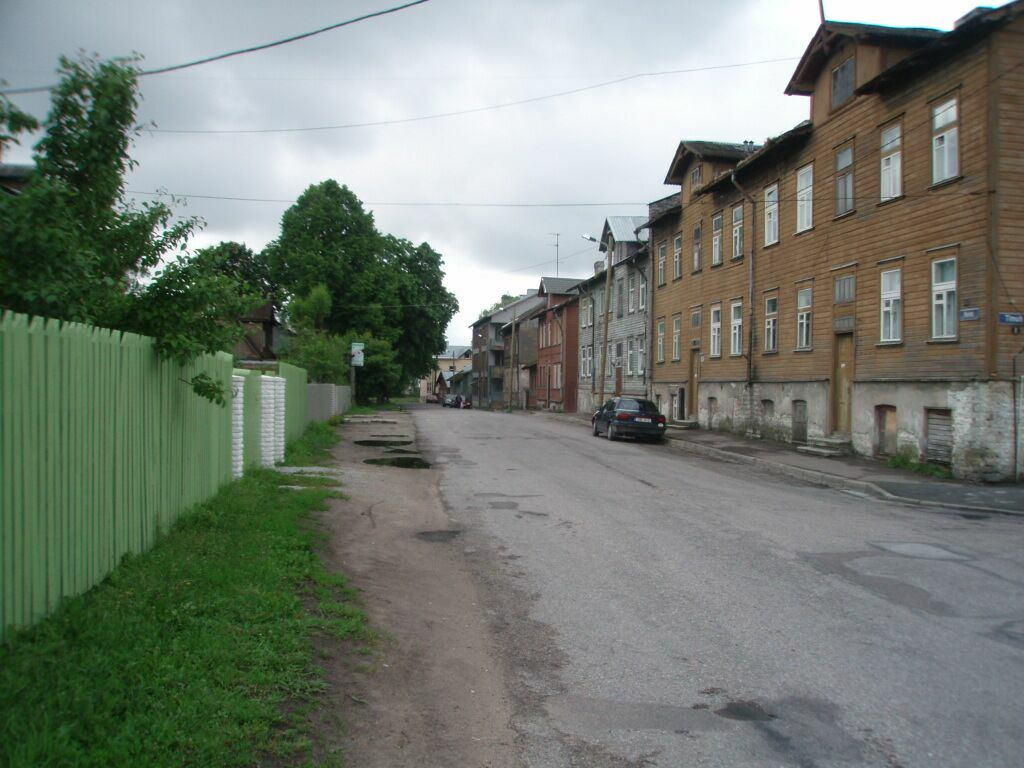
Rue Heina.
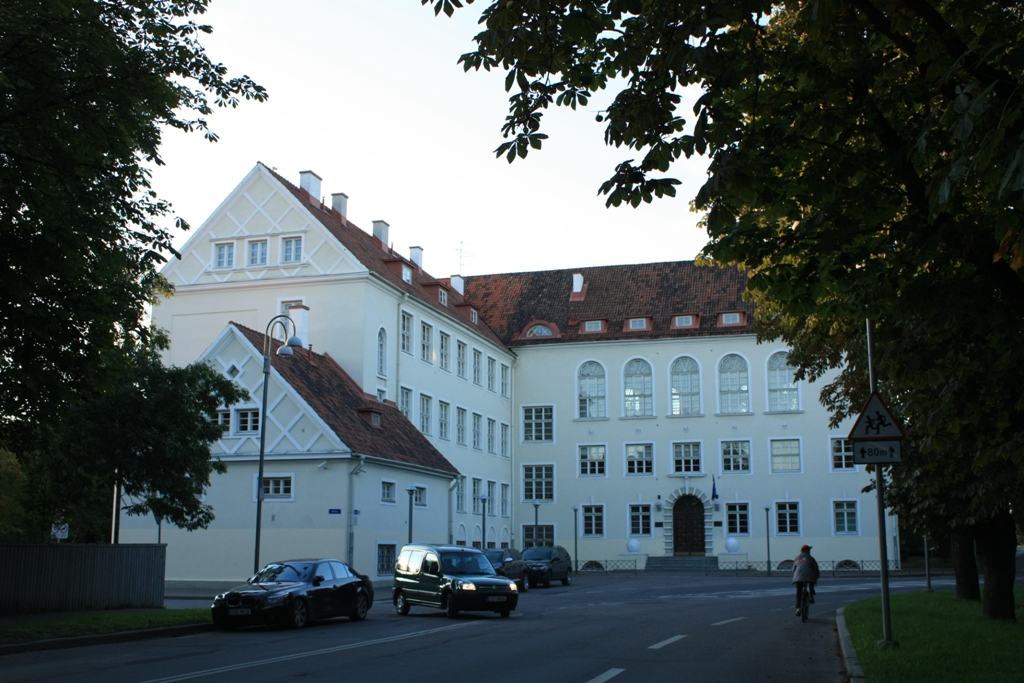
École primaire de Ristiku.
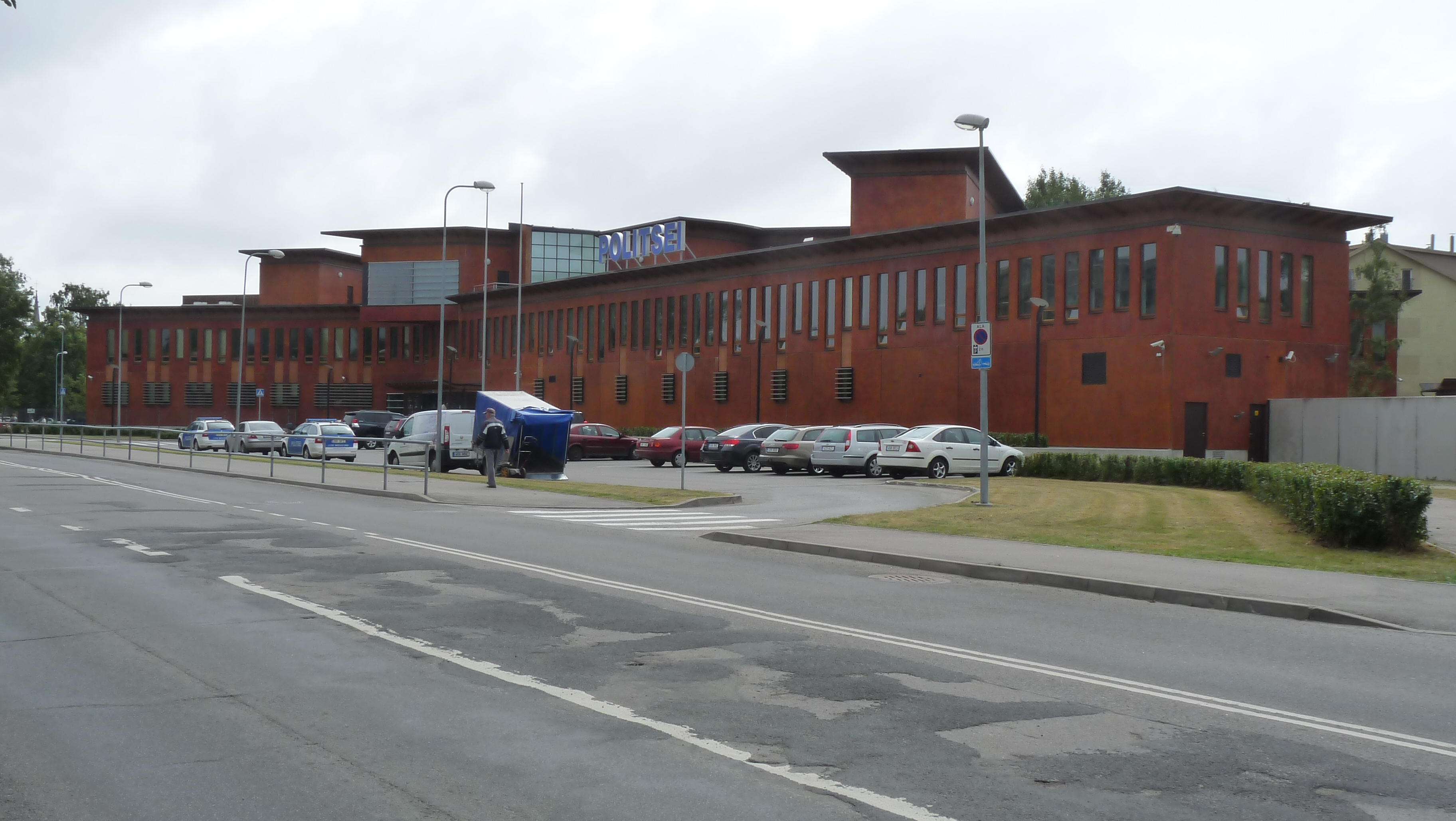
Poste de police.
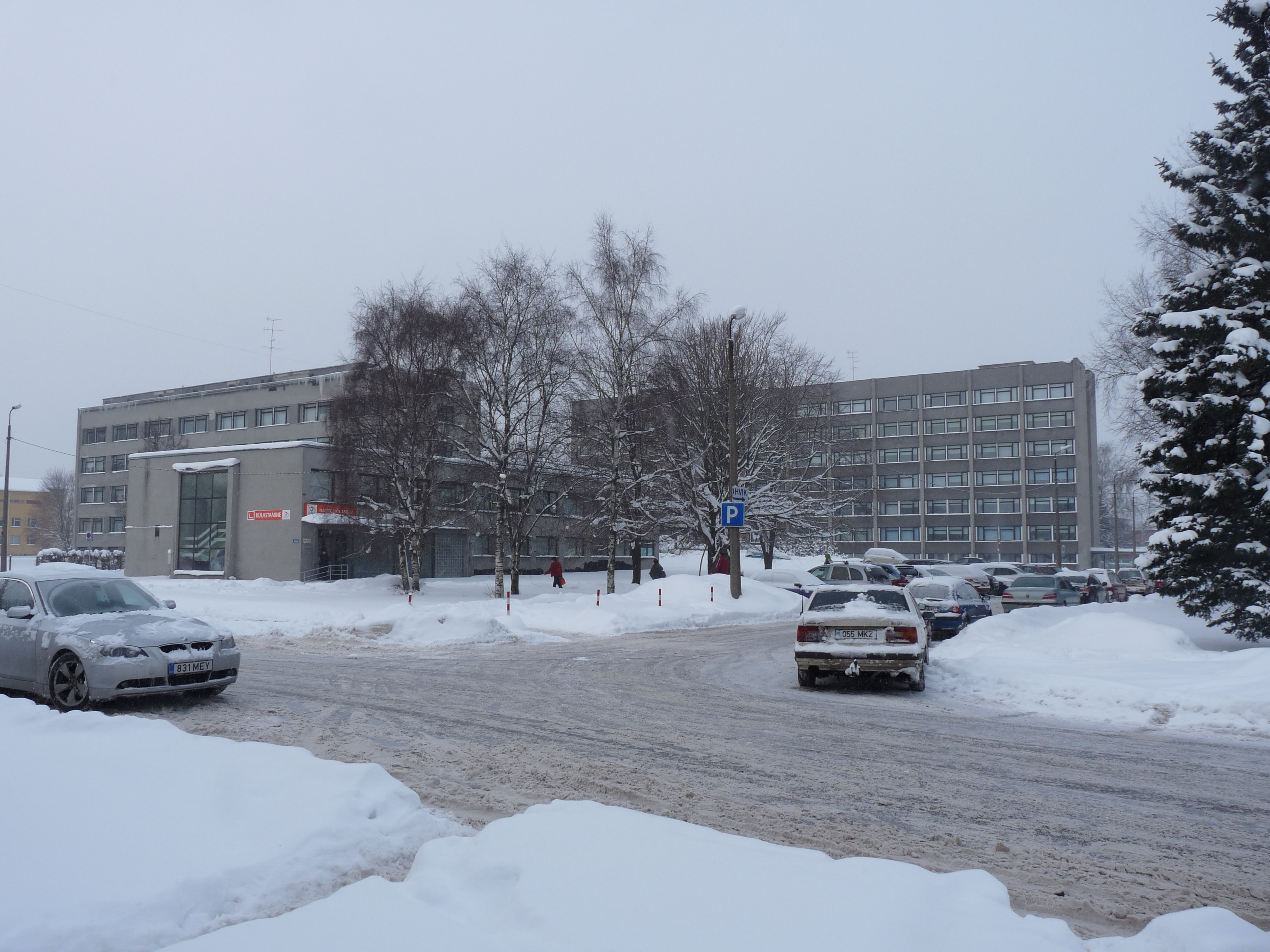
Maternité de Pelgulinn.